# Akyarlar
Akyarlar ist ein Dorf in der Türkei. Akyarlar liegt im Landkreis Bodrum im Südwesten der Bodrum-Halbinsel, in der Provinz Muğla, an der Ägäis. Das Dorf ist Teil der Gemeinde Turgutreis. In fünf Kilometern Entfernung liegt die griechische Insel Kos. Es gibt eine Grundschule. Donnerstags wird ein Basar abgehalten. Dolmuş-Sammeltaxen verbinden den Ort mit Turgutreis und Bodrum. In der Nähe des Dorfes liegt der ruhende Vulkan Akyarlar, der südöstlichste Vulkan des Vulkanischen Bogens der südlichen Ägäis.

## Geschichte
Der antike Name der Siedlung ist Arhialla. Im Jahr 1923 wurden die türkischen Staatsangehörigen griechisch-orthodoxen Glaubens gemäß der Konvention über den Bevölkerungsaustausch zwischen Griechenland und der Türkei nach Griechenland ausgesiedelt.